# Еналка
Еналка — река в России, протекает в Вожегодском районе Вологодской области. Устье реки находится в 269 км по правому берегу реки Кубена. Длина реки составляет 16 км. В километре от устья по правому берегу впадает река Енальца.
Еналка берёт исток в лесах на Верхневажской возвышенности в 10 км к северо-западу от районного центра — посёлка Вожега. Генеральное направление течения — восток, русло — извилистое. В среднем течении примерно в километре от реки стоит посёлок Сямба, в месте впадения Енальцы — деревня Быковская, а километром ниже, при впадении самой Еналки в Кубену — деревня Пестинская (все населённые пункты относятся к Явенгскому сельскому поселению).

## Данные водного реестра
По данным государственного водного реестра России относится к Двинско-Печорскому бассейновому округу, водохозяйственный участок реки — озеро Кубенское и реки Сухона от истока до Кубенского гидроузла, речной подбассейн реки — Сухона. Речной бассейн реки — Северная Двина.
Код объекта в государственном водном реестре — 03020100112103000005337.